# Despesa energètica
La despesa energètica, sovint estimada com la despesa energètica diària total (DEDT), és la quantitat d'energia cremada pel cos humà.

## Causes de la despesa energètica

### Taxa metabòlica en repòs
La taxa metabòlica en repòs constitueix generalment entre el 60 i el 75 per cent del DEDT.

### Activitat
L'energia cremada durant l'activitat física inclou la termogènesi de l'activitat física (TAF) i la termogènesi de l'activitat sense exercici (TASE).

### Efecte tèrmic dels aliments
L'efecte tèrmic dels aliments és la quantitat d'energia cremada digerint els aliments, al voltant del 10 per cent del DEDT. Les proteïnes són el component dels aliments que requereix més energia per digerir-los.

## Canvi de la despesa energètica

### Canvi de pes
La pèrdua o l'augment de pes afecta la despesa energètica. La reducció de la despesa energètica després de la pèrdua de pes pot ser un repte important per a les persones que busquen evitar la recuperació de pes després de la pèrdua de pes.

### Canviant el nivell d'activitat
Es recomana augmentar l'exercici com a forma d'augmentar la despesa energètica en persones que busquen perdre pes.

### Fàrmacs
Alguns fàrmacs utilitzats per a la pèrdua de pes funcionen augmentant la despesa energètica. Dos dels primers fàrmacs per a la pèrdua de pes, el 2,4-dinitrofenol i l'hormona tiroidal, augmenten la despesa energètica, però tots dos es van retirar a causa dels riscos. Els agonistes adrenèrgics, especialment els que treballen sobre el receptor adrenèrgic beta-2, augmenten la despesa energètica. Encara que alguns com el clenbuterol s'utilitzen sense l'aprovació mèdica per a la pèrdua de pes, cap ha aconseguit l'aprovació d'aquesta indicació a causa dels riscos cardíacs.
Es creu que altres fàrmacs com els antipsicòtics atípics redueixen la despesa energètica.

## Efectes
La despesa energètica és un factor principal en la regulació de la gana i la ingesta d'energia en els humans.